# Albert Gessner

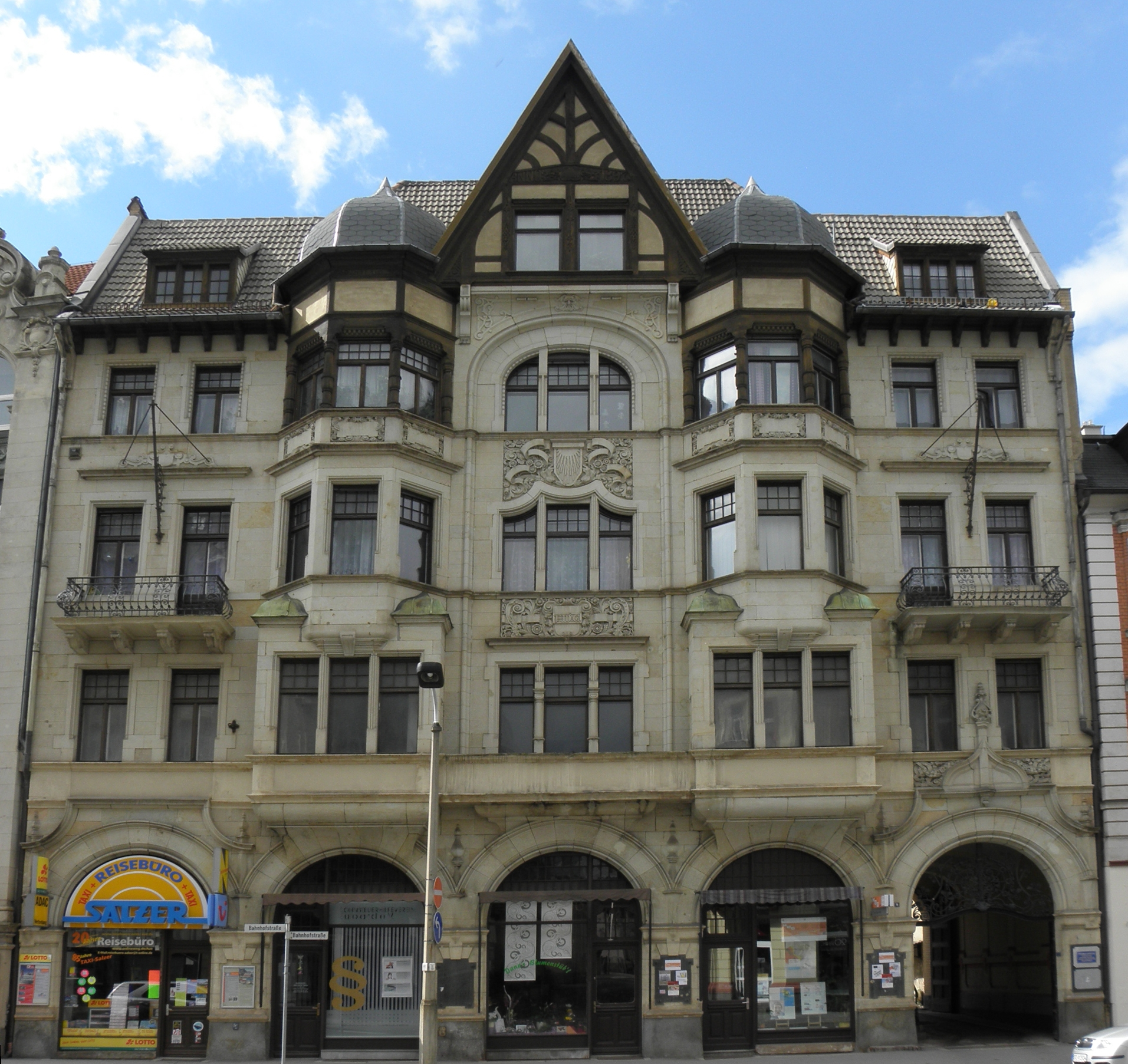
Fabrik- und Wohngebäude für F. W. Gantenberg, Bahnhofstraße 9 in Aue, Gessners erste ausgeführte Bauten

Albert Gessner, auch Albert Geßner, (* 19. März 1868 in Aue (Sachsen); † 2. Juni 1953 in Berlin-Kladow) war ein deutscher Architekt und Hochschullehrer, der vor allem auf dem Gebiet des Geschosswohnungsbaus arbeitete. Beachtung fanden insbesondere Gessners Beiträge zur Entwicklung des großstädtischen Mietshauses. Seine Bauten befinden sich vor allem in Sachsen und in Berlin sowie im Berliner Umland, fast alle erhaltenen Gebäude stehen unter Denkmalschutz.

## Leben

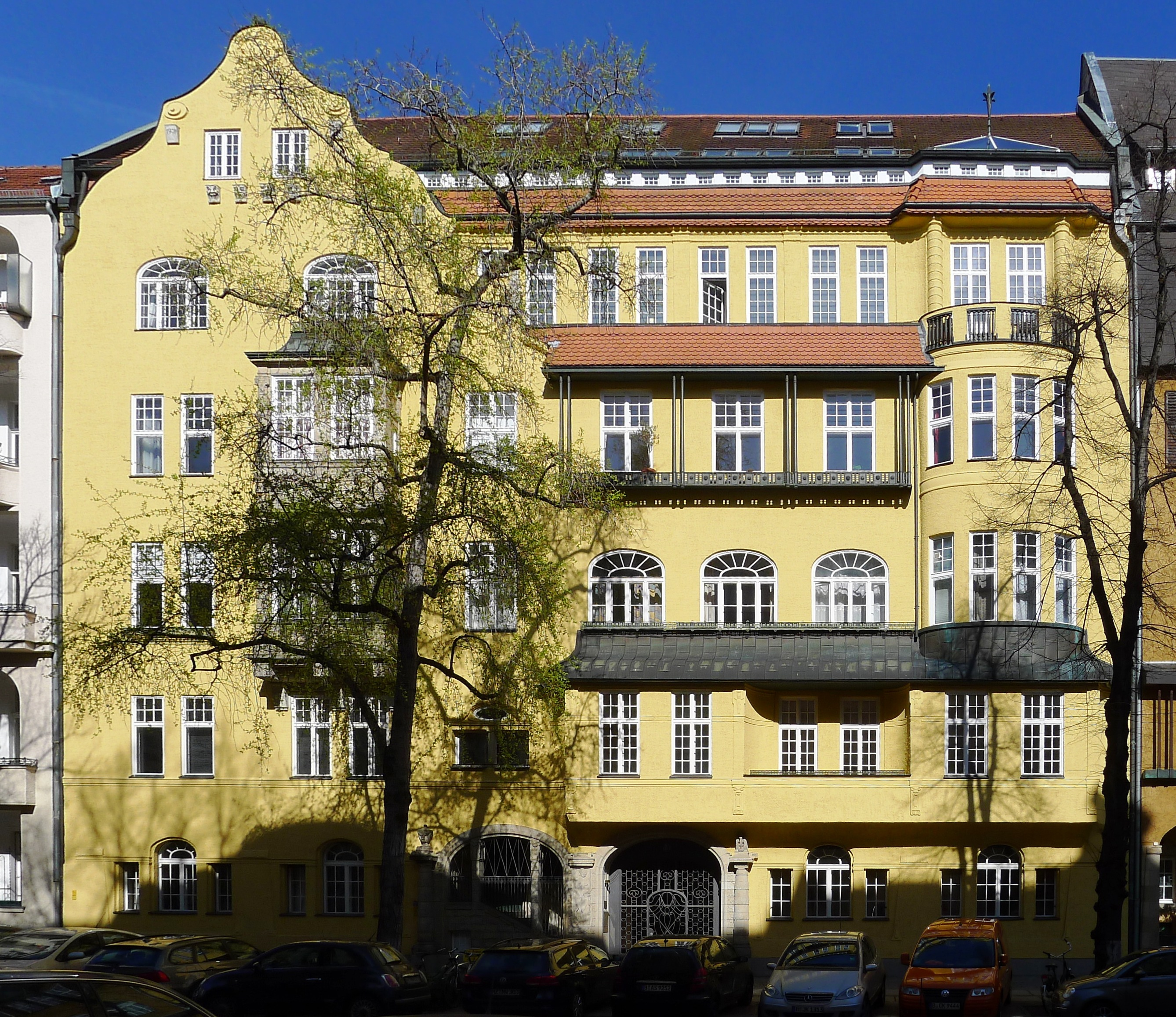
Mehrfamilienhaus Mommsenstraße 6 in Berlin-Charlottenburg

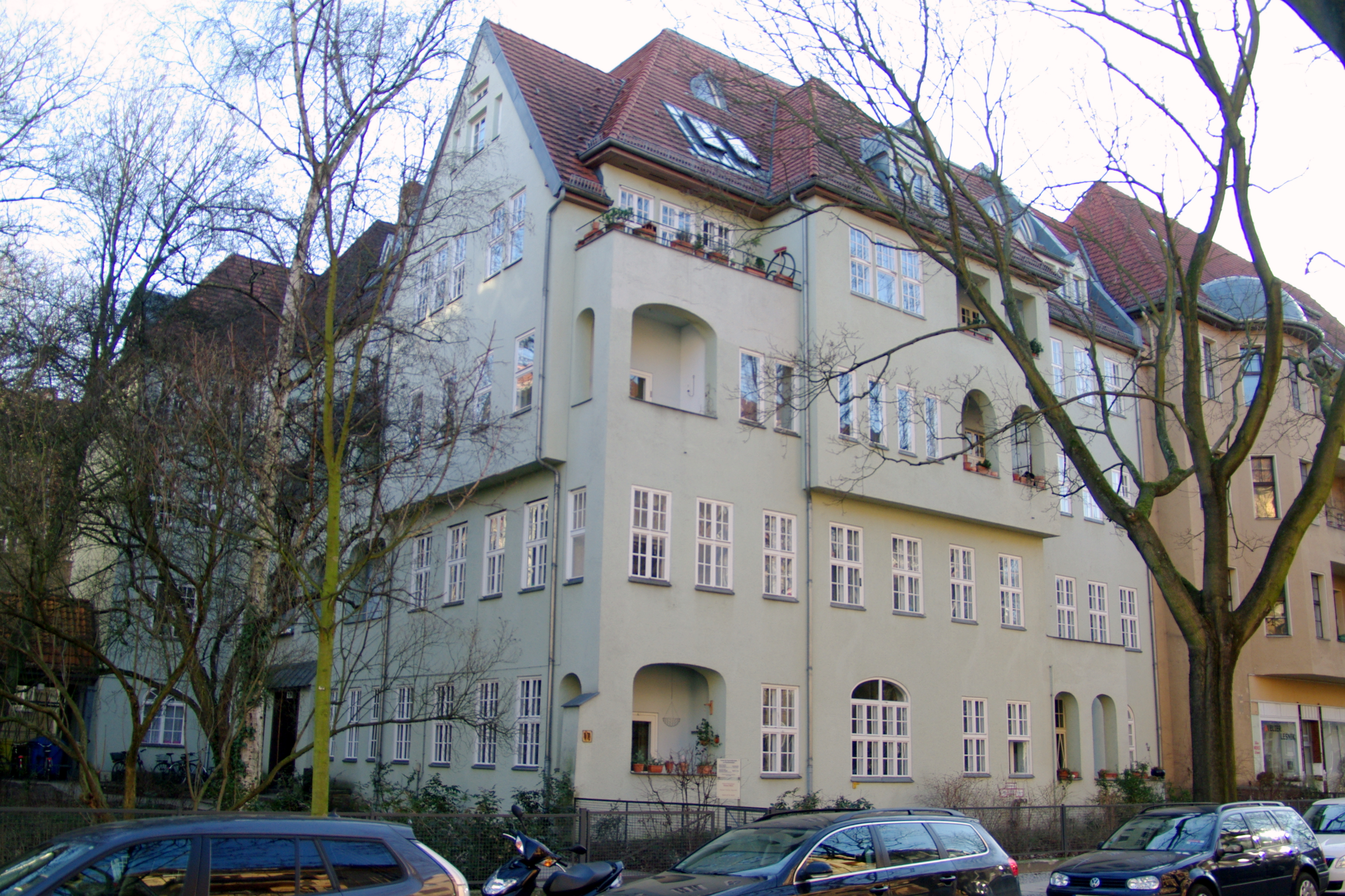
Einküchenhaus Wilhelmshöher Straße 17 in Berlin-Friedenau

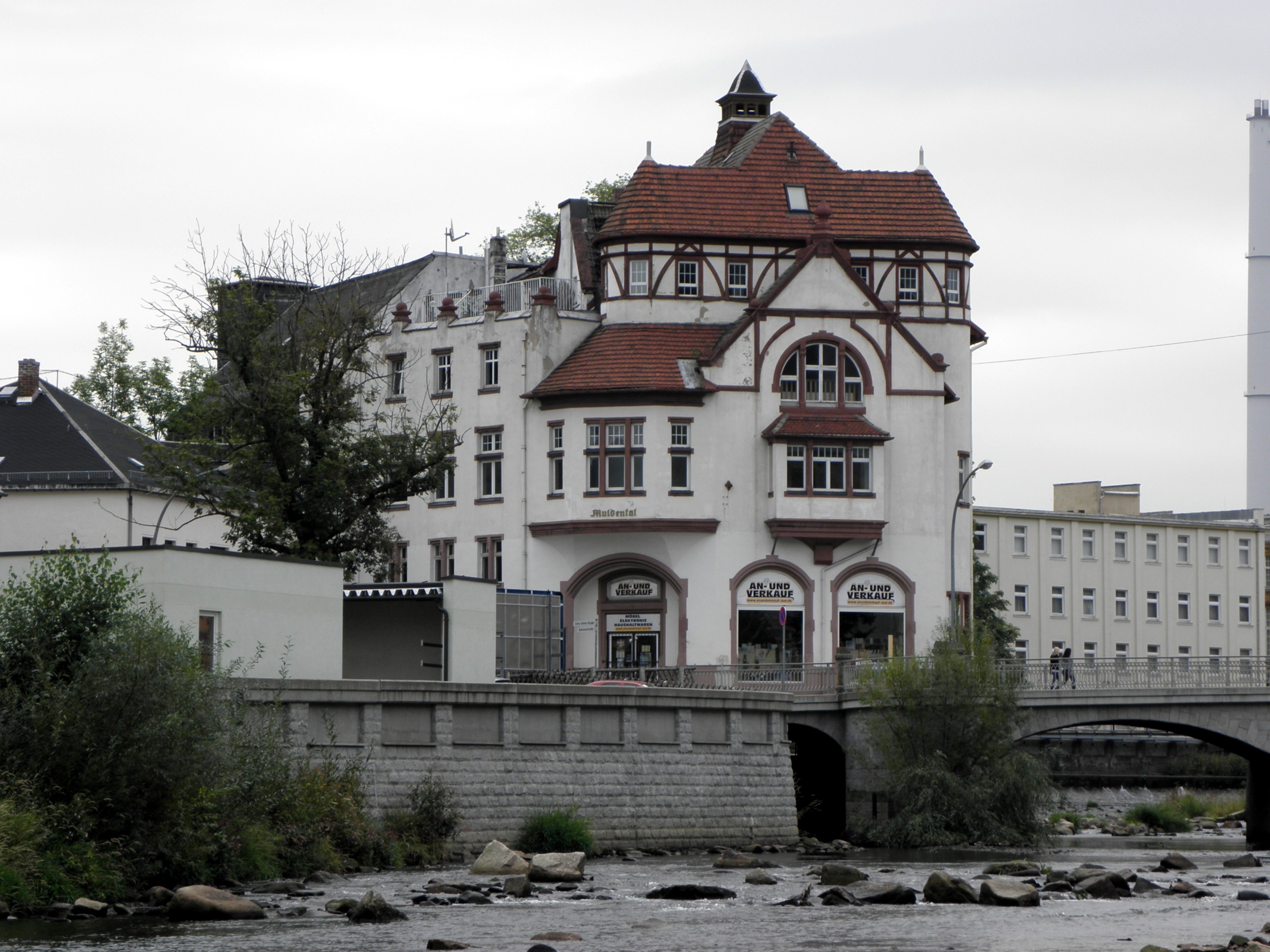
Gasthaus Muldental in Aue, direkt neben der Mulde und über einem Betriebsgraben der Weberei Curt Bauer errichtet; Zustand Sommer 2012

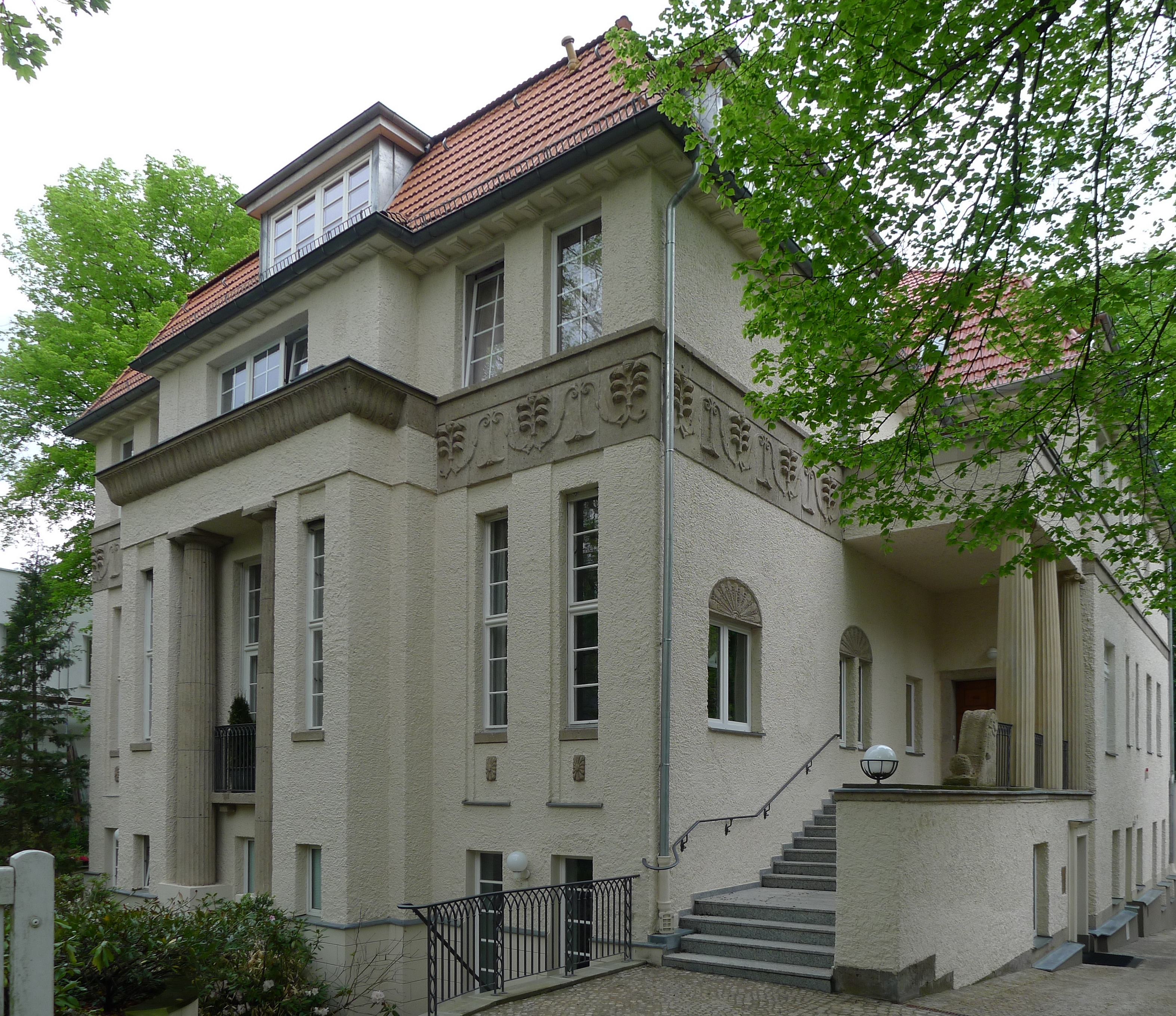
Villa Höhmannstraße 9 in Berlin-Grunewald

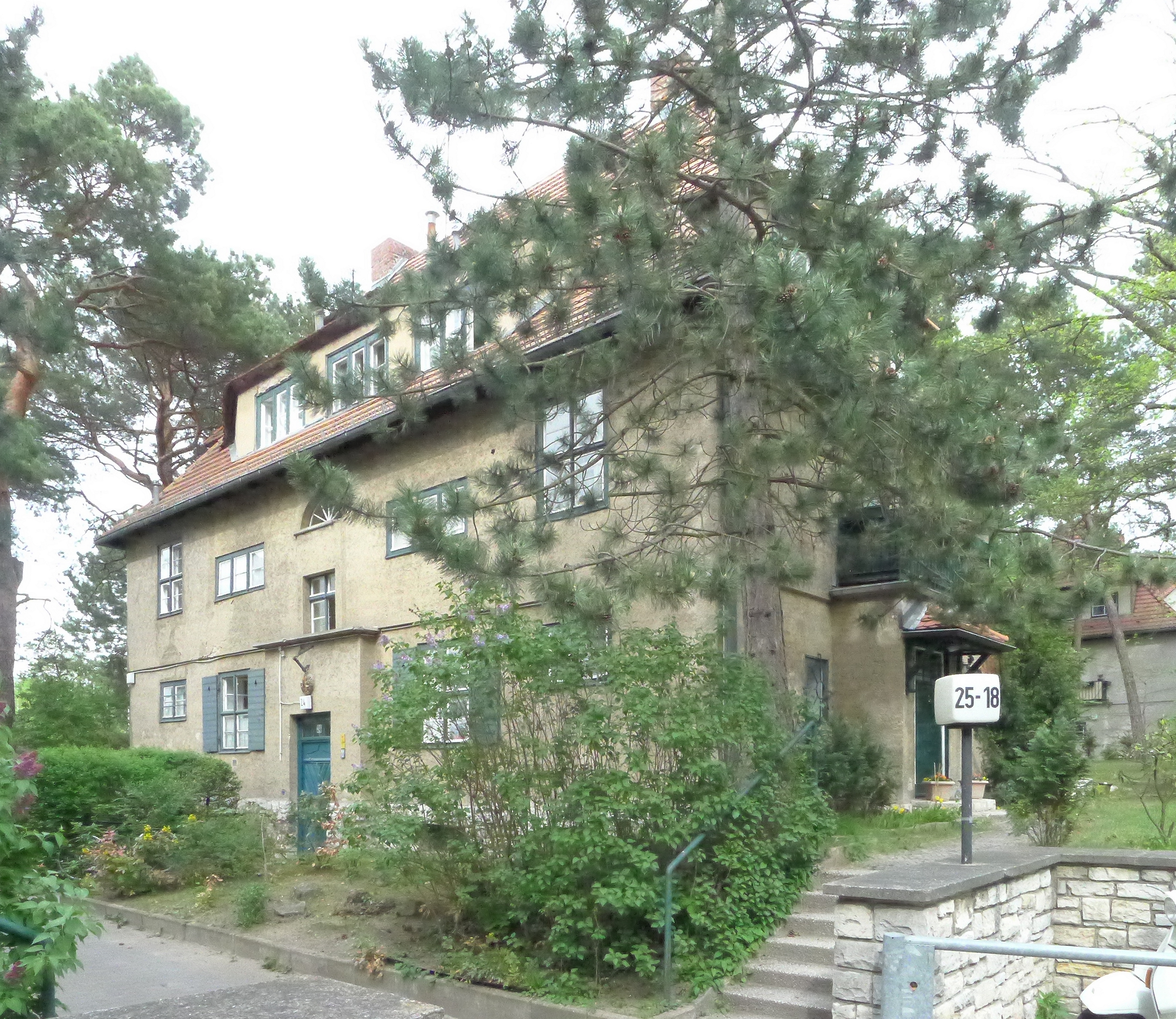
Mehrfamilienhäuser Reinerzstraße 15–34 in Berlin-Grunewald

Gessner besuchte zunächst in Aue die Bürgerschule, dann folgten die Realschule und das Gymnasium in Zwickau, das er 1886 abschloss. Anschließend studierte er Architektur an der Gewerbeakademie Chemnitz, an der Technischen Hochschule Dresden und an der Technischen Hochschule (Berlin-)Charlottenburg. Eine erste Anstellung erhielt er in (Berlin-)Charlottenburg im renommierten Architekturbüro Kayser & von Großheim für drei Jahre. Gleichzeitig belegte er Kunstgewerbekurse, studierte die mittelalterliche und Renaissance-Architektur und erweiterte seine Kenntnisse auf zahlreichen Reisen durch Deutschland und Italien, und er besuchte auch Wien, Prag und Paris. Im Jahr 1896 trat Albert Gessner als Mitarbeiter in das Atelier von Alfred Messel ein.
Seinen ersten eigenen Architekturauftrag erhielt Gessner aus seiner Geburtsstadt Aue, wo der Wäschefabrikant Friedrich Wilhelm Gantenberg sich von ihm ein Wohnhaus an der Bahnhofstraße entwerfen ließ. Aufgrund seiner vorangegangenen Studien in Europa entschied sich Gessner für ein vierstöckiges Wohnhaus mit reich gegliederter Fassade aus einer Mischung historistischer Elemente wie Türmchen, Erker, kleinen Balkons, das Erdgeschoss mit einem Laden und hier alle Fenster und Zugänge mit Rundbögen. Das Haus wurde 1897 fertiggestellt. Daran schloss sich noch die Arbeit für die Fabrik Gantenbergs an, die neben dem Wohnhaus entstand. Nach diesen ersten erfolgreichen Bauten gab Gessner seine Mitarbeit bei Messel auf und wurde freiberuflicher Architekt mit Wohnsitz in Charlottenburg bei Berlin.
Nun folgten weitere Aufträge aus dem Raum Sachsen und aus anderen deutschen Ländern. Daneben war Gessner in dieser Zeit auch im Kunstgewerbe aktiv und schloss sich dem Werkring an. Seine kunsthandwerklichen Arbeiten wurden auf der Pariser Weltausstellung 1900 und auf der Großen Berliner Kunstausstellung 1901 gezeigt. Auch später entwarf Gessner kunstgewerbliche Objekte, er gestaltete unter anderem für die Porzellanmanufaktur Burgau an der Saale 1911 das Dekor Else für ein Kaffee- und Speiseservice.
Gessners erster Bauauftrag in Berlin war ein Mehrfamilienhaus mit 15 Wohnungen auf dem Grundstück Mommsenstraße 6 in Charlottenburg, das 1904 bezugsfertig war. Weil Gessner Else Harnisch, Tochter des Architekten und Immobilienunternehmers Ferdinand Harnisch, geheiratet hatte, stellte ihm sein Schwiegervater das Baugrundstück zur Verfügung. Beim Bau entdeckte er, dass die Architektur sich bisher kaum des großstädtischen Mietshauses als Gebäudetypus angenommen hatte, dieses vor allem von Bauunternehmern und Behörden geplant und gebaut worden war. Mit der Fertigstellung des Gebäudes an der Mommsenstraße erregte Gessner das Interesse der Fachöffentlichkeit. Das Haus erhielt wegen des gelben Rauputzes die Bezeichnung „Gelbes Haus I“ und wurde mehrfach positiv besprochen und rezensiert.
Gessner bekam in der Folge weitere Aufträge in Charlottenburg und den Nachbarorten Grunewald, Westend, Deutsch-Wilmersdorf, Zehlendorf; selbst für Spandauer und Kladower Bürger baute er Wohnhäuser. Eine seiner ersten größeren Arbeiten war ein Wohnblock mit zehn Häusern am Zusammentreffen von Bismarckstraße, Grolmanstraße und Schillerstraße in Charlottenburg (1906/1907).
Er begann, sich auch theoretisch mit dem Bau und der künstlerischen Gestaltung von Mietshäusern zu befassen. In seinem 1909 erschienenen Buch Das deutsche Mietshaus beklagte er die schlechten Beispiele solcher Häuser und stellte innovative Lösungen für die benannten Probleme dar. Neben seinen eigenen Arbeiten erwähnte er auch Bauten von Hans Poelzig, August Endell oder Paul Mebes als positive Beispiele.
Weitere Ergebnisse dieser Beschäftigung waren die Einküchenhäuser an der Wilhelmshöher Straße in Friedenau sowie diverse Einzelhäuser in und um Berlin. Gessner betätigte sich auch stadtplanerisch, wie sein Entwurf für den von 1908 bis 1910 laufenden Wettbewerb zur Gestaltung Groß-Berlins Berlin 1910, Kult des großen Plans zeigt, in dem er eine kolorierte Perspektive Von der Südbahnhofstraße zum Müggelsee einreichte. Die Darstellung wurde angekauft.
Im großen Maßstab wurde Gessner wieder in der Villenkolonie Wilhelmshorst bei Potsdam aktiv, für die er die Bebauungspläne zeichnete, Plätze, öffentliche Gebäude wie den Bahnhof und auch viele der einzelnen Häuser entwarf. Sein Schwiegervater stellte die Mittel bereit, damit Gessner hier als Investor tätig werden konnte. Er ließ die Gebäude auf seine Rechnung bauen und vermietete oder verkaufte sie anschließend.
Mit dem Ersten Weltkrieg begann das Geschäft zu leiden. Viele von Gessners Angestellten wurden zum Kriegsdienst eingezogen, die Wirtschaftskrise seit 1914 beschädigte sein Immobiliengeschäft schwer. Gleichzeitig begann aber die öffentliche Würdigung seines Werks. 1915 wurde er in die Charlottenburger Stadtverordnetenversammlung gewählt, 1919 zum Mitglied der Preußischen Akademie des Bauwesens, 1923 zum Mitglied der Preußischen Akademie der Künste. Von 1925 bis 1937 lehrte er als außerordentlicher Professor an der Technischen Hochschule Berlin, 1926 wurde Gessner in den Vorstand des Bundes Deutscher Architekten (BDA) gewählt. Seine Bauprojekte führte er nun vor allem in Wilmersdorf und Schmargendorf durch. Darunter befanden sich eine Wohnsiedlung für Beamte sowie mehrere Siedlungen mit Kleinwohnungen.
In den 1920er Jahren engagierte sich Albert Gessner auch architekturpolitisch. Er fürchtete eine Internationalisierung des deutschen Bauens durch Architekten wie Ludwig Mies van der Rohe, Hans Poelzig, Walter Gropius, Hans Scharoun und andere. Als jene Architekten die Vereinigung Der Ring gründeten, um ihre Architekturvorstellungen zu fördern, gründete Gessner als Gegenbewegung die Gruppe Der Block. In seinen späten Jahren prägte sich sein Nationalismus aus: Gessner förderte stärker einen typisch deutschen Baustil und engagierte sich in deutschnationalen Organisationen wie dem Kampfbund für deutsche Kultur und dem Nordischen Ring. Zum 1. Januar 1932 trat er der NSDAP bei (Mitgliedsnummer 893.954). Neue Bauaufträge erhielt er ab 1931 jedoch nicht mehr, so dass sich der Verfall seines Vermögens auch in der Zeit des Nationalsozialismus fortsetzte.

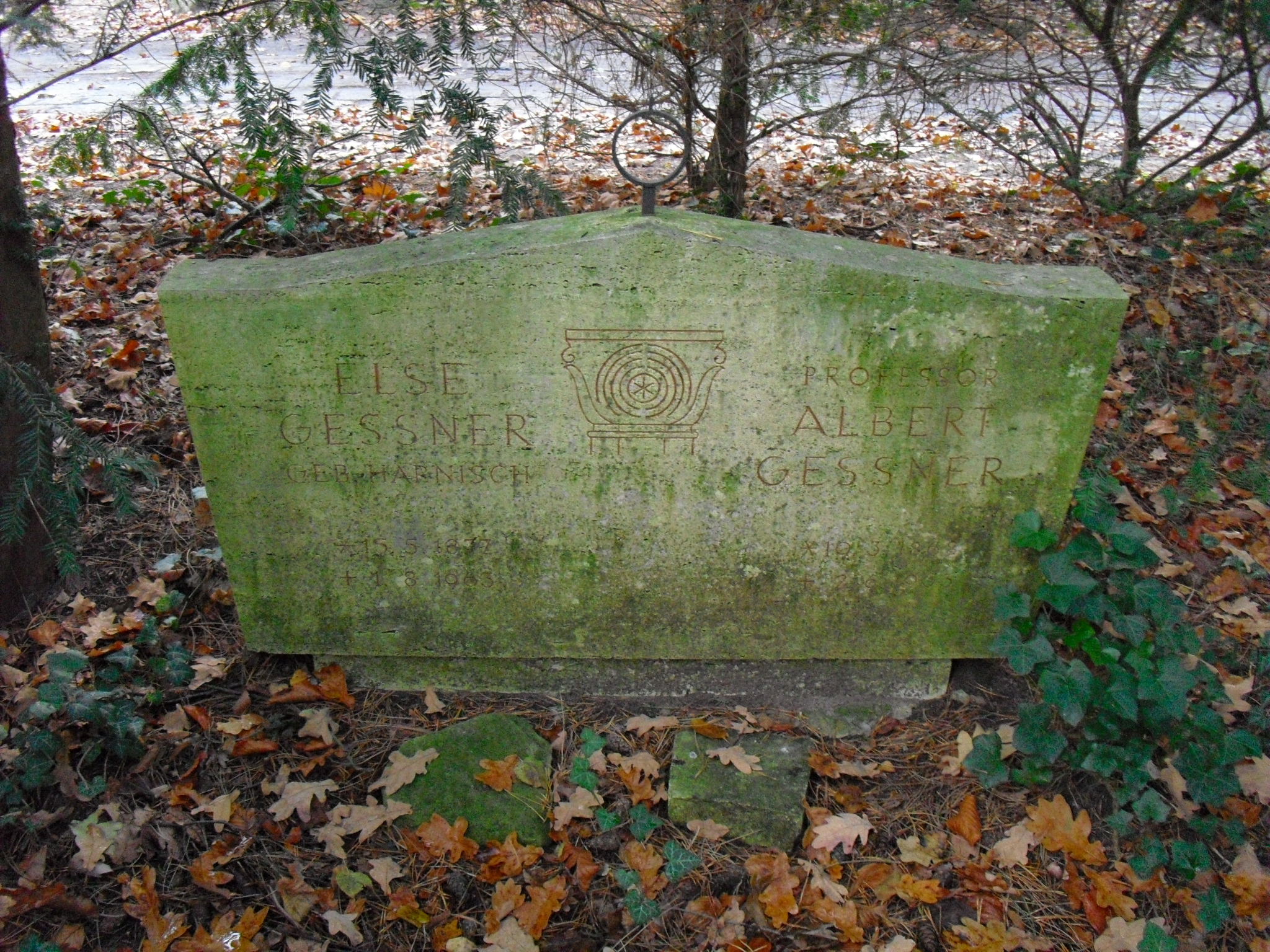
Grab von Albert Gessner auf dem Friedhof Heerstraße in Berlin-Westend

Albert Gessner wurde 1948 entnazifiziert. Er starb Anfang Juni 1953 im Alter von 85 Jahren in Berlin-Kladow. Sein Grab befindet sich auf dem landeseigenen Friedhof Heerstraße in Berlin-Westend (Grabstelle: II-W-9). An seiner Seite wurde auch seine Gattin Else Gessner geb. Harnisch (1877–1963) beigesetzt.

## Familie
Im Jahr 1901 mietete Albert Gessner eine Wohnung im Haus Großgörschenstraße 7, wo er auch sein Atelier für Architectur einrichtete.
Im Jahr 1902 heiratete er, und nachdem eine Tochter geboren worden war, zog die Familie 1903 samt Architekturbüro in das Haus Wartenburgstraße 25 um. Im Jahr 1911 richtete man sich im Haus Bismarckstraße 109 neu ein, zwei Töchter waren hinzugekommen. Von 1932 bis 1938 wohnte die Familie Gessner im Haus Düsseldorfer Straße 35a. Danach zog die Familie in das ausgebaute Landhaus in Berlin-Kladow.

## Werk

### Bauten und Entwürfe (Auswahl)
- 1896–1897: Wohnhaus und Fabrik in Aue für den Wäschefabrikanten Gantenberg
- 1897–1898: Landhaus für den Emaillewaren-Fabrikanten Gustav Gnüchtel[12] in Lauter im Erzgebirge, Schwarzenberger Straße
- um 1899: Lagerhaus für die Firma Erler in Chemnitz
- um 1900: Gasthaus Muldental in Aue (später Hotel, seit dem 21. Jahrhundert Handelseinrichtung) (Lage)[13]
- 1901: Wohnhaus mit und für Paul Schultze-Naumburg in Saaleck
- 1903–1904: Mehrfamilienwohnhaus, sogenanntes Gelbes Haus I, in (Berlin-)Charlottenburg, Mommsenstraße 6[14]

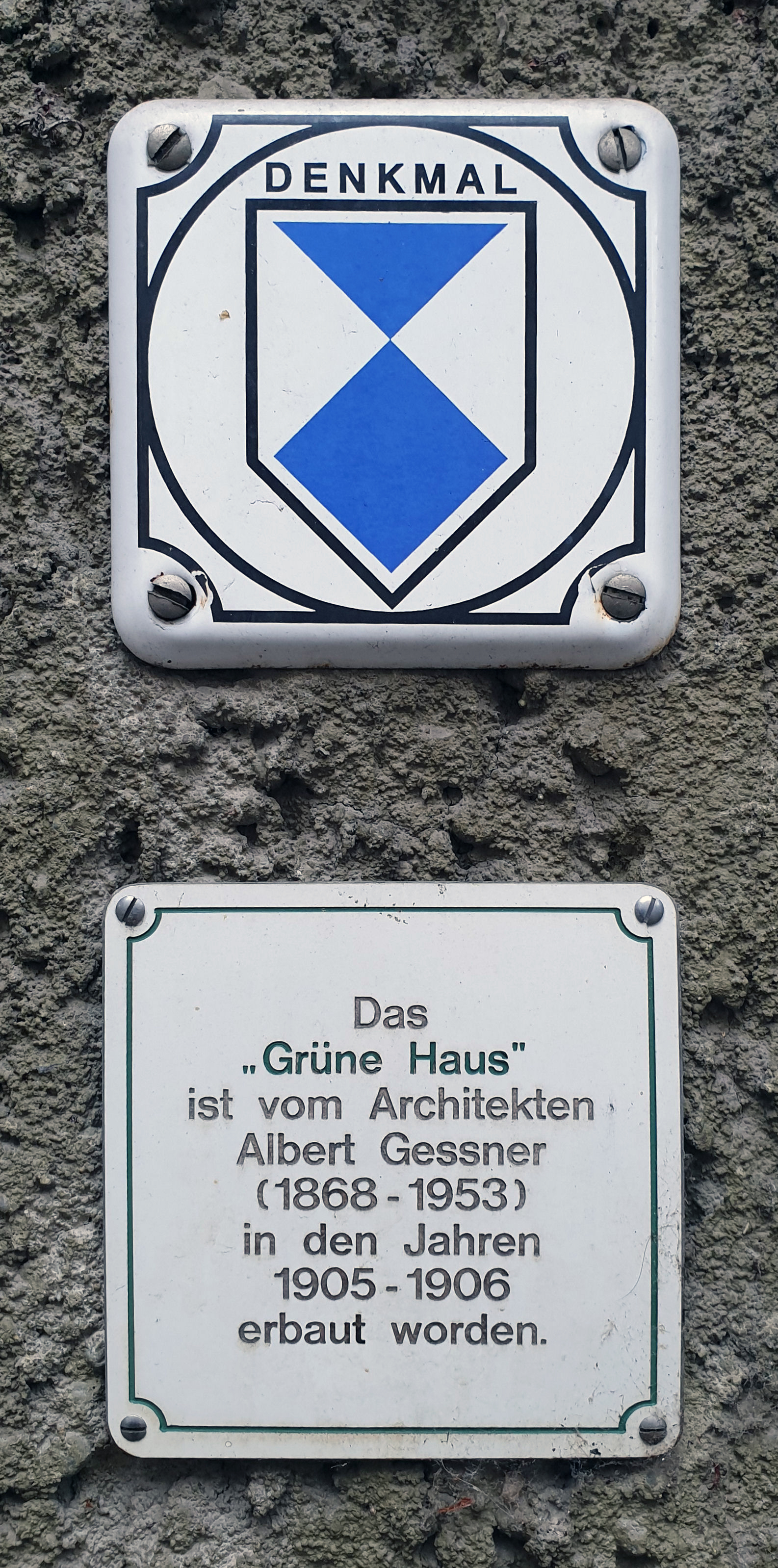
Gedenktafel am Grünen Haus, Niebuhrstraße 2 in Berlin-Charlottenburg

- 1904–1905: Mehrfamilienwohnhaus, sogenanntes Gelbes Haus II, in (Berlin-)Charlottenburg, Niebuhrstraße 78[15]

- 1904–1905: Mehrfamilienwohnhaus, sogenanntes Grünes Haus, in (Berlin-)Charlottenburg, Niebuhrstraße 2[16]
- 1905: Haus Dr. Warda, Blankenburg in Thüringen[17]
- 1906: Mehrfamilienwohnhaus, sogenanntes Gelbes Haus III, in (Berlin-)Charlottenburg, Mommsenstraße 5[18][19]
- 1906–1907: Teil einer Wohnanlage in (Berlin-)Charlottenburg, Schillerstraße 12–15[20]
- 1908–1909: Schulgebäude mit Lehrerwohnung in Zernsdorf
Gessner wurde für diesen Bau gelobt, weil er vom bisher üblichen Gemeindeschulhaus-Typ abwich, dagegen Funktionalität und Architekturdetails beachtete. Eine zeitgenössische Einschätzung zu diesem Gebäude lautete: „Wie mannigfaltigen Aufgaben Gessner gerecht zu werden weiss, obwohl er seine Eigenart immer zu wahren versteht, das ersieht man auch aus dem kleinen Schulhaus in Zernsdorf, in dem er ganz passend für die stillen, intimen Reize der Mark eine kleine, aparte Schöpfung hingesetzt hat, einfach, schlicht und doch belebt. Mit seiner gelblichen Tönung, den hellen Fensterkreuzen und -Läden, dem Spaliergestell, der Tür, dem einfachen Zaun wirkt es ganz sachgemäss und schmucklos und hat doch als Ganzes eine durchdachte, durchempfundene Schönheit, die es als Muster für eine Dorfschule erscheinen lässt …“[21]
- 1909–1912: Einküchenhäuser in (Berlin-)Friedenau, Wilhelmshöher Straße 17–20[22]
- um 1911/1912: Landhaus für Ludwig Aschoff in Wünsdorf, Seestraße 19[23][24]
- 1910–1915: Siedlungsplanung, Bahnhof und mehrere Wohnhäuser in Wilhelmshorst bei Berlin
- 1911–1912: Landhaus in (Berlin-)Grunewald, Höhmannstraße 9[25]
- 1911–1912: Landhaus „Guckegönne“ oder „Geßners Guckegönne“ (hochdeutsch: (Gessners) Gucken können, also Ausblick) als eigenes Sommerhaus in (Berlin-)Kladow, Am Schwemmhorn 3[26]
- 1912–1913: Wohnhaus für Carl Bruhns in (Berlin-)Charlottenburg-Westend, Ebereschenallee 14[27]
- 1920: Mehrfamilienwohnhäuser in Berlin-Grunewald, Reinerzstraße 15–34[28]
- 1925: Wohnbebauung in Berlin-Wilmersdorf, Württembergische Straße / Wittelsbacherstraße / Zähringerstraße[29]
- 1925–1926: Umbau des Landhauses Dr. Fränkel in Berlin-Kladow[30]
- 1926–1927: Mehrfamilienwohnhaus in Berlin-Wilmersdorf, Zähringerstraße 24–24A[31]
- 1926–1928: Wohnbebauung am Hoffmann-von-Fallersleben-Platz in Berlin-Wilmersdorf[32]
- 1927–1930: Wohnbebauung der Heimstättengesellschaft Primus in Berlin-Wedding[33]
- 1928: Wohnhaus in Berlin-Zehlendorf, Jaehnstraße 7–9[34]
- 1929–1931: Wohnbebauung in Berlin-Wilmersdorf, Düsseldorfer Straße 33–36[35]

### Schriften
- Das deutsche Miethaus. Ein Beitrag zur Städtekultur der Gegenwart. F. Bruckmann, München 1909. (Digitalisat bei der Bayerischen Staatsbibliothek)
- Das Miethaus. In: Anzeiger für Architektur, Kunsthandwerk und Bau-Industrie, Beiblatt der Blätter für Architektur und Kunsthandwerk, 13. Jahrgang 1910, Nr. 3, S. 35–38. (Digitalisat bei der Zentral- und Landesbibliothek Berlin)